# Vote plural

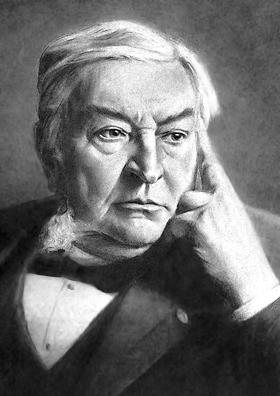
Auguste Beernaert (1829-1912), politicien belge, premier ministre et Prix Nobel de la Paix 1909 qui mit en place le vote plural.

Le vote plural est la pratique par laquelle un seul individu a le droit de voter plusieurs fois à une même élection, en raison de critères de propriété, d'imposition, de scolarisation ou de statut social. Il s'agit d'une variante du suffrage censitaire et du suffrage capacitaire.
On parle aussi de vote plural dans les entreprises quand certaines catégories d'actionnaires ont plus de voix que d'autres, toutes choses égales par ailleurs : par exemple, deux actionnaires avec dix actions chacun, mais l'un est un dirigeant dont les droits de vote comptent double.

## Applications historiques

### Belgique
En Belgique, sur proposition du député Albert Nyssens et du député libéral Émile Féron, après des grèves et des morts, la Constitution est révisée en 1893  et le suffrage plural est adopté de 1894 à 1918. Le but du suffrage plural est alors de limiter l'impact du suffrage universel et de trouver ainsi un compromis entre les partisans du suffrage universel et partisans du suffrage censitaire.
Tout citoyen masculin de plus de 25 ans a une voix, mais selon certains critères certains électeurs peuvent avoir jusqu'à deux voix supplémentaires selon un ou deux des critères suivants :
- en tant qu'électeur capacitaire, c'est-à-dire détenteur d'un diplôme de l'enseignement secondaire ;
- en tant que chef de famille de plus de 35 ans, payant au moins 5 francs de taxe de résidence ;
- en tant que détenteur d'un livret d'épargne de 2 000 francs minimum, ou bénéficiaire d'une rente viagère de 100 francs.

Pour les élections communales, une quatrième voix est octroyée aux pères de famille payant un cens électoral déterminé ou dont le revenu cadastral atteint 150 francs. Une mesure similaire est instaurée pour les provinces.
Concrètement, aux élections législatives de 1894, le nombre d'électeurs grimpa ainsi de 136.755 à 1.381.000 et le nombre de votes excédait deux millions selon le Sénat  : 800 000 électeurs disposaient d'une seule voix, 290 000 de deux voix et 220 000 de trois voix, ce qui faisait 2 040 000 voix pour 1 310 000 électeurs (16% des électeurs pesant 33% des votes et 61% des électeurs pesant 39% des votes, les 23% restant de l'électorat pesant pour 27% des votes ).

### France
En France, un système semblable avait été proposé dès 1875 par l'avocat Fernand Nicolaÿ.
Lors de la rédaction de la Constitution de la Ve République en 1958, Michel Debré soumet une proposition qui donnerait aux parents autant de voix que d'enfants mineurs. La proposition n'aboutit pas mais cette idée jusque là portée par des démocrates chrétiens s'inscrit dans ses conceptions natalistes pour la politique française.

### Royaume-Uni
Au Royaume-Uni et dans certaines anciennes colonies (Australie, Nouvelle-Zélande), les personnes rattachées à une université pouvaient voter à la fois dans une circonscription universitaire et dans leur circonscription de résidence. De même, les propriétaires fonciers pouvaient voter à la fois dans leur circonscription de domicile et dans celle où ils possédaient une propriété, si les deux différaient. Le cumul était possible jusqu'à trois circonscriptions différentes pour les propriétaires affiliés à une université. Cette pratique fut abolie pour les élections législatives par le Representation of the People Act de 1948, mais subsista pour les élections locales en Irlande du Nord jusqu'en 1968.

### Nouvelle-Zélande
En Nouvelle-Zélande, disposent d'un droit de vote aux élections locales les personnes ayant une propriété dans la localité mais résidant ailleurs ou les partenariats, copropriétaires et sociétés, qui sont habilitées à désigner un titulaire nominatif. Les électeurs de cette catégorie sont inscrits sur le Non-resident ratepayer roll.